# Magsaysay (Davao du Sud)
Pour les articles homonymes, voir Magsaysay.
Magsaysay est une municipalité de la province du Davao du Sud, aux Philippines.

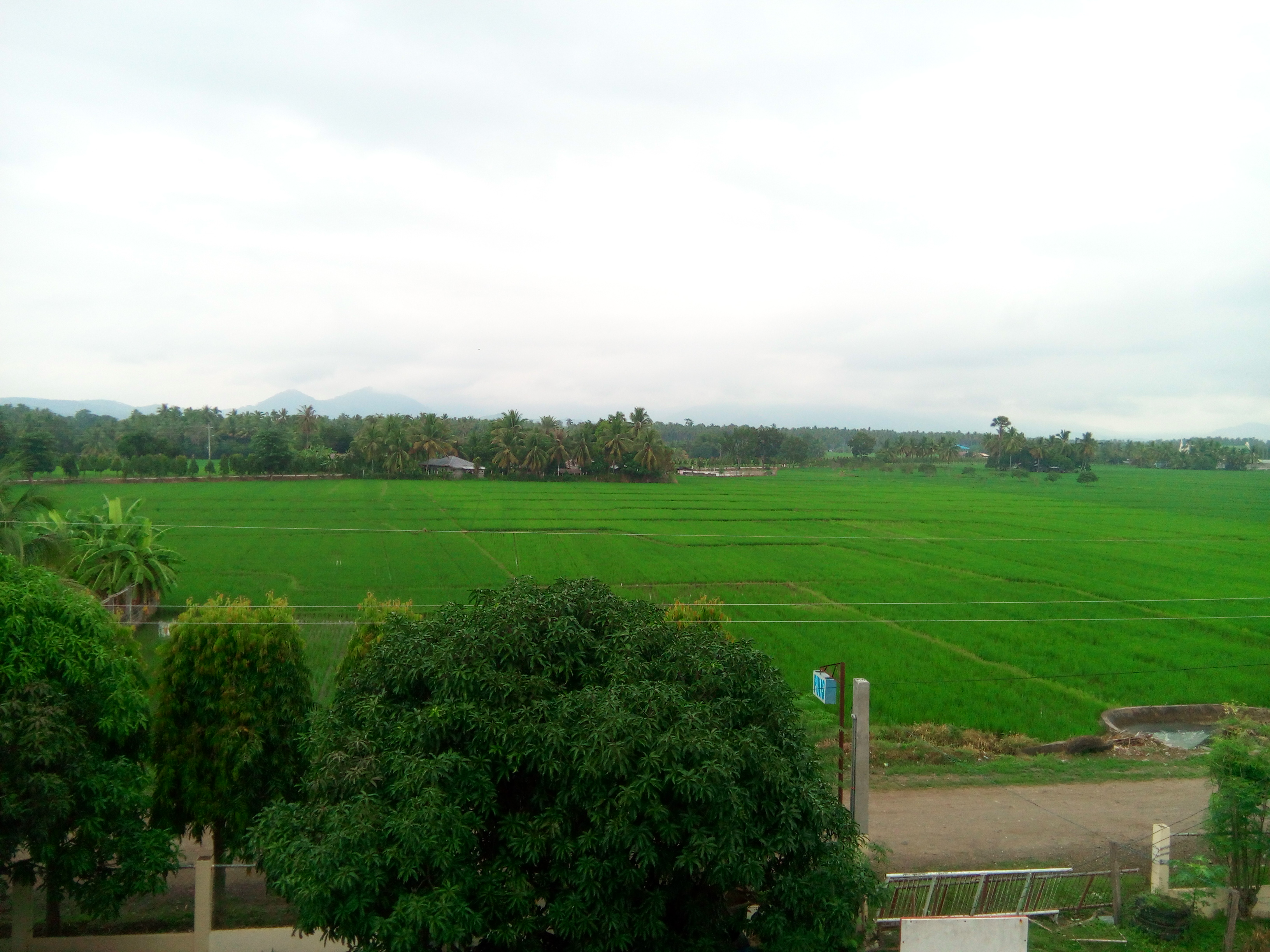
Grenier à riz